# 赫伯特·里希特
赫伯特·里希特（德語：Herbert Richter，1947年4月26日—），德国男子自行车运动员。他曾代表东德参加1972年夏季奥林匹克运动会自行车比赛，获得男子团体追逐赛银牌。